# 危險人物
《危險人物》是亞洲電視製作的奇案式劇集，監製是鄭偉文，共30集，2005年首播。故事以翁靜晶所著的同名作品《危險人物》為藍本並從中精選了十一個個案，並請來翁靜晶擔任顧問及主持。

此劇是黃允材目前至今為止2005年在亞視之最後一部的aTV電視劇集；此之後離開亞視，在遂漸淡出電視圈，是同年全身投入為中醫師行業發展。

## 演員表

### 省港梟雄
改编自省港旗兵
- 吳廷燁 飾 狄志鷹
- 麥家琪 飾 鄧帶金
- 珈　潁 飾 淑　君
- 八兩金 飾 大　蝦
- 黃和興 飾 小　強
- 林　偉 飾 盲　曹
- 黃美芬 飾 阿　琴
- 陳麗雲 飾 鷹　母
- 煒　烈 飾 大圈雄

### 八仙飯店
改编自八仙飯店滅門案
- 吳岱融 飾 陸國仁（八仙飯店新東主）
- 陳保元 飾 李Sir（澳門警察）
- 江　圖 飾 王　海
- 關偉倫 飾 關Sir（澳門警察）
- 周子濠 飾 阿　豪
- 李可瑩 飾 阿　影
- 馮梓瑩 飾 阿　雪
- 閭日華 飾 阿　沖
- 宋本忠 飾 細　昌
- 鄭安彤 飾 李　雙
- 熊雪妮 飾 馮　淑
- 陳靖允 飾 王海妻
- 黃素歡 飾 細昌姐

### 人頭公仔頭
改编自Hello Kitty藏屍案
- 董南菲 飾 周美詩
- 張啟樂 飾 何文卓（阿卓）
- 蔡國威 飾 楊承祖（Joe）
- 楊維理 飾 蔣偉岸（型仔）
- 伍凱盈 飾 安　安

### 秀茂坪少年殺人事件
改编自秀茂坪童黨燒屍案
- 阮民俊 飾 老　鼠
- 張豪龍 飾 大　石
- 陳德興 飾 龔伯伯（泰拳師傅，大石舅父）
- 吳亭欣 飾 阿　珍
- 姜皓文 飾 喪　B （屋邨惡霸）
- 秦啟維 飾 拉　叔
- 伍偉樂 飾 阿　彪
- 陳樂文 飾 細　石（阿細）
- 盧海鷹 飾 朱　仔
- 鄭恕峰 飾 秦老闆（酒樓老闆）
- 鮑起靜 飾 石　母

### 校長燒屍
改编自牧愛小學校長燒屍案
- 黃允材 飾 陳國華
- 呂有慧 飾 胡玉蘭
- 饒佩君 飾 華　妻
- 關　鍵 飾 徐牧師
- 潘沖鉦 飾 向志平
- 阮令濤 飾 副校長

### 屯門色魔姦十殺三
改编自屯門色魔
- 甄思羽 飾 劉　偉（屯門色魔）
- 葉婷芝 飾 Mandy （偉女友，後分手）
- 郭家頤 飾 阿　美
- 吳永金 飾 志　平
- 何彥樺 飾 雯　女（CID）
- 游五珠 飾 劉　母
- 楊子滔 飾 劉　父
- 秦　楠 飾 李沙朗
- 林健成 飾 羅有銀（疑犯）

### 滾油殺夫
改编自將軍澳滾油殺夫案
- 江美儀 飾 莫美妙
- 樓南光 飾 黃　強
- 王　薇 飾 阿　萍
- 黃慧敏 飾 黃有男
- 宗　揚 飾 生果超
- 曾瑋明 飾 阿　彪

### 天水圍倫常慘案
改编自天恆邨倫常滅門案
- 舒　燕 飾 張　雪
- 白　標 飾 何志雄
- 劉靖琳 飾 何小萍
- 梁　愛 飾 馮師奶
- 吳瑞庭 飾 細　強
- 黎劍聲 飾 陳Sir

### 賭命
改编自翠竹花園石油氣爆炸案
- 陳觀泰 飾 劉有興
- 李　影 飾 馮玉嬌
- 李潤祺 飾 湯國威
- 黃璦瑤 飾 劉小文
- 何貴林 飾 成利源
- 詹秉熙 飾 馬　義
- 黃文慧 飾 阿　蘭
- 徐貫國 飾 收數佬

### 無罪假定
改编自梅子林綁架案
- 劉錫賢 飾 張日新
- 馮　國 飾 陸達賢
- 張　雷 飾 韋　信
- 何佩儀 飾 小　蘭
- 梁世華 飾 華　仔

### 寶馬山雙屍案
改编自寶馬山雙屍案
- 梁皓楷 飾 狂人敏
- 杜挺豪 飾 雲飛龍
- 區騰駿 飾 章永恆
- 黃子雄 飾 關Sir
- 李兆基 飾 基　哥
- 文詩琪 飾 Ada
- 李華健 飾 阿　飛
- 趙鴻輝 飾 阿　基

## 各集资料
| 集数  | 標題               |
| ----- | ------------------ |
| 1-3   | 八仙飯店           |
| 4-5   | 人頭公仔頭         |
| 6-8   | 秀茂坪少年殺人事件 |
| 9-10  | 校長燒屍           |
| 11-13 | 屯門色魔姦十殺三   |
| 14-15 | 滾油殺夫           |
| 16-18 | 天水圍倫常慘案     |
| 19-21 | 賭命               |
| 22-24 | 寶馬山雙屍案       |
| 25    | 無罪假定           |
| 26-30 | 省港梟雄           |

## 收視
以下為該劇於亞洲電視首播之收視紀錄（27/06/2005-05/08/2005）星期一至五：
| 週次 | 日期                  | 平均收視 |
| ---- | --------------------- | -------- |
| 1    | 2005年6月27日-7月1日  | 7點      |
| 2    | 2005年7月4日-7月8日   | 8點      |
| 3    | 2005年7月11日-7月15日 | 8點      |
| 4    | 2005年7月18日-7月22日 | 8點      |
| 5    | 2005年7月25日-7月29日 | 7點      |
| 6    | 2005年8月1日-8月5日   | 7點      |

## 外部連結
- ATV危險人物